# Teresa Portela
Teresa Portela née le 30 octobre 1987, est une kayakiste portugaise pratiquant la course en ligne.

## Palmarès

### Jeux olympiques
- participation en 2008, à Pékin,  Chine
- participation en 2008, à Londres,  Royaume-Uni
- participation en 2016, à Rio de Janeiro,  Brésil
- participation en 2020, à Tokyo,  Japon

### Championnats du monde
- 2022 à Dartmouth,  Canada
  -  Médaille d'argent en K-2 mixte 500 m
- 2009 à Dartmouth,  Canada
  -  Médaille de bronze en K-4 200 m

### Championnats d'Europe
- 2018 à Belgrade,  Serbie
  -  Médaille d'or en K-2 200 m
- 2014 à Brandebourg-sur-la-Havel,  Allemagne
  -  Médaille de bronze en K-1 200 m
  -  Médaille de bronze en K-1 500 m
- 2012 à Zagreb,  Croatie
  -  Médaille de bronze en K-1 200 m
- 2011 à Belgrade,  Serbie
  -  Médaille de bronze en K-1 200 m

### Jeux européens
- Jeux européens de 2023 à Cracovie
  -  Médaille d'or en K-2 200 m mixte

### Jeux méditerranéens
- Jeux méditerranéens de 2018 à Tarragone
  -  Médaille de bronze en K-1 200 m